# Physocleora bicolor
Physocleora bicolor là một loài bướm đêm trong họ Geometridae.